# Luperina powelli
Luperina powelli là một loài bướm đêm trong họ Noctuidae.